# Achilleus Tatios

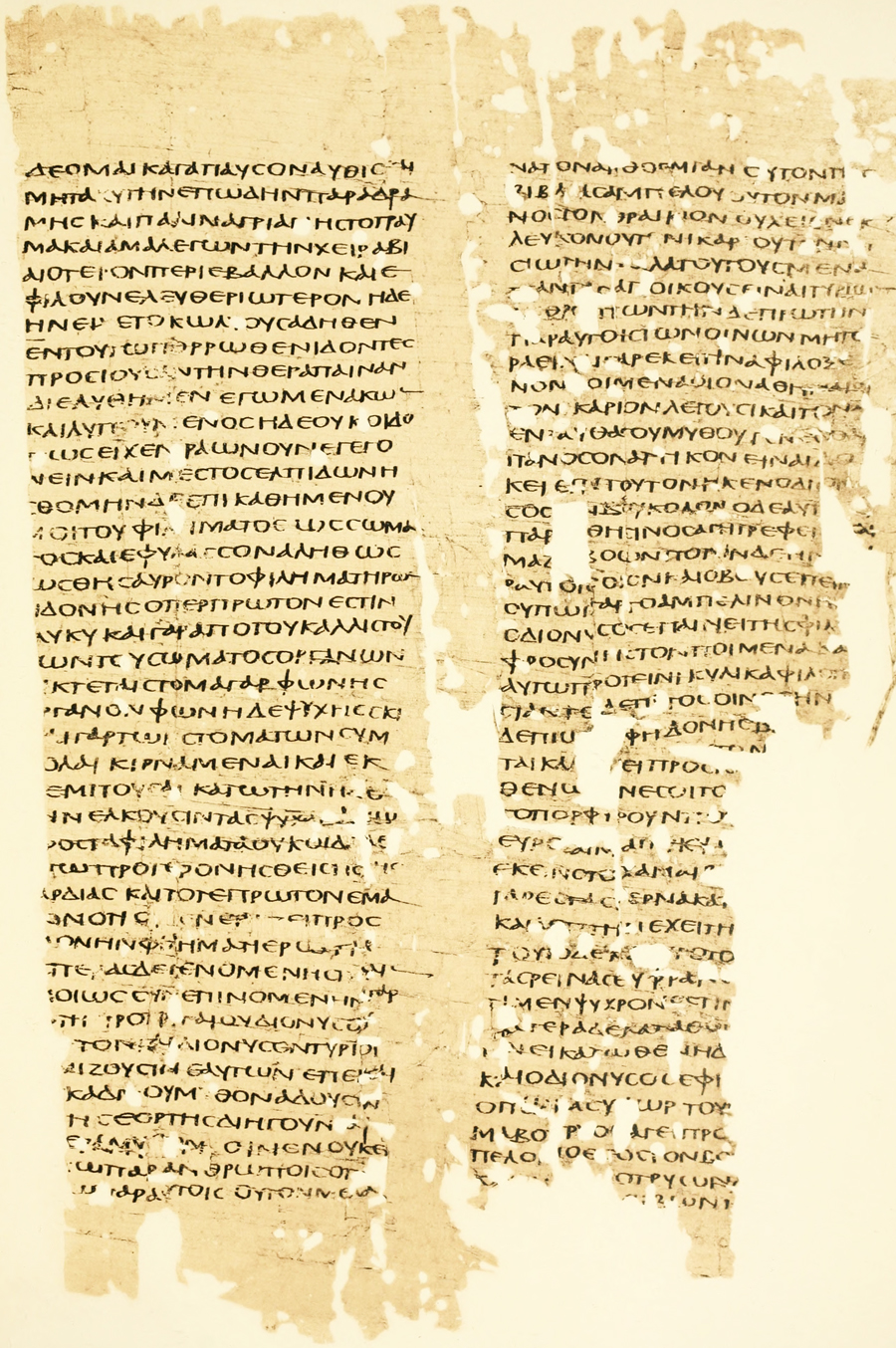
Achilleus Tatios Leukippé és Kleitophón története (Oxyrhycnhus papiruszok, London, The Egypt Exploration Society, 1914)

Achilleus Tatios (görög Ἀχιλλεὺς Τάτιος; latin Achilles Tatius) római kori görög író volt, valószínüleg Alexandriában élt.
A Kr. u. 2. század végén írt nyolc könyvből álló szerelmes regénye, a Leukippé és Kleitophón története (Τὰ κατὰ Λευκίππην καὶ Κλειτοφῶντα Ta kata Leukippen kai Kleitophonta)  tette híressé.  A műhöz bevezetőűl a híres bizánci költő, León, a „filozófus” írt epigrammát.
Az irodalomtudomány egyetért abban, hogy a Leukippé és Kleitophón története  kora talán legérdekesebb és legösszetettebb szerelmi regénye.
Tatios,  ugyanúgy mint Héliodórosz, korának másik  népszerű regényírója sokat és szívesen olvasott, népszerű szerzője volt a keresztény Bizánci Birodalomnak, az olvasók "rajongtak" érte és Leukippé és Kleitophón történetéért.
A regény történetében a görög regényekben szokásos módon a szerelmesek elválnak egymástól, és csak kalandok és veszélyek leküzdése után tudnak végül újra egybekelni. A szándékosan egyszerű stílusban megírt mű a műfaj irodalmilag legértékesebb alkotásai közé tartozik.
A műre huszonhárom kéziratban találtak rá. Ezek közül tizenkettőben maradt fenn a teljes szöveg. A legkorábbi 12. századi szöveghagyaték a Vatikánban található egy 2. századból való papiruszon, a legtöbb fennmaradt kódex pedig a 16. századból származik.

## Életútja
Thesszalonikéi Eusztathiosz (Homérosz Odüsszeiájához írt kommentárja), a Szuda-lexikon, Nagy Phótiosz Bibliotheca (Photius) című műve és a régi kéziratok mind azt bizonyítják, hogy Tatios Alexandriában élt és alkotott. A papiruszok és a nyelvészeti bizonyítékok azt mutatják, hogy a város ekkor, a Kr. u. 2. században a virágkorát élte. A Szuda-lexikon feljegyzése szerint Tatios idővel keresztény hitre tért, majd később püspökké választották, éppúgy mint a szintén "pogány eszmeiséggel" vádolt írótársát, Héliodóroszt. Valószínüsíthetően a püspöki ornátust védőpajzsként öltötték kedvenc regényeik szerzőire lelkes irodalmár-híveik.
Irodalmi párhuzamok találhatóak a Leukippé és Kleitophón története és a keresztény András-akták között, amelyek megközelítően kortárs alkotások.
A Szuda-lexikon Tatiosnak tulajdinít egy szféráról szóló művet is (címe görögül περὶ σφαίρας), amelynek egy töredéke Aratosz Phaenomenajának bevezetője lehetett, talán még idővel megtalálják.  Ez azonban lehet egy másik Achilleus Tatios műve is, aki a 3. században élt. Erre a műre hivatkozik Firmicus Maternus, aki 336 körül Matheseos libri című művében prudentissimus Achillesről beszél. A töredéket először 1567-ben publikálták, majd Denis Pétau jezsuita tudós Uranologionjában, 1630-ban latin fordítással. Ugyanez a forrás említést tesz Achilleus Tatios egy etimológiáról szóló művéről, valamint egy másik alkotásáról Különféle történetek címmel.

## Idézet
Achilleus Tatios Leukippé és Kleitophón története (a regény bevezetője)
León, „a filozófus”:
Kleitophónra és Leukippére
Szerelmesen sok kínt kiállott Kleitophón
s e könyv bizonyság rá, igaz volt élete;
hát még ha Leukippét veszed: bámulja őt
a nagy világ, hogy ütlegelték, dús haját
vették, de bírta mind a sok-sok szenvedést,
s a rá nem egy, de három ízben mért halált.
Te is, barátom, hogyha igazul élni vágysz,
miről a könyv beszél, te félvállról ne vedd:
inkább kutasd, mit mond, üzen, mi is a lényege:
ez majd segít, hogy tiszta vággyal célhoz érj!
Szepessy Tibor fordítása

## Külső hivatkozások
- "Achilleus Statios" in the Suda
- Photius, Bibliotheca, J.H. Freese (translator) (1920)
- Leucippe and Clitophon, complete Greek text Archiválva 2012. november 30-i dátummal az Archive.is-en
- Leucippe and Clitophon, full English translation

## Fordítás
Ez a szócikk részben vagy egészben  az   Achilleus Tatios (Romanautor) című német Wikipédia-szócikk ezen változatának fordításán alapul.  Az eredeti cikk szerkesztőit annak laptörténete sorolja fel. Ez a jelzés csupán a megfogalmazás eredetét és a szerzői jogokat jelzi, nem szolgál a cikkben szereplő információk forrásmegjelöléseként.
Ez a szócikk részben vagy egészben  az   Achilles Tatius című angol Wikipédia-szócikk ezen változatának fordításán alapul.  Az eredeti cikk szerkesztőit annak laptörténete sorolja fel. Ez a jelzés csupán a megfogalmazás eredetét és a szerzői jogokat jelzi, nem szolgál a cikkben szereplő információk forrásmegjelöléseként.